# Stuart Agnew
John Stuart Agnew (ur. 30 sierpnia 1949 w Norwich) – brytyjski polityk i rolnik, poseł do Parlamentu Europejskiego VII i VIII kadencji.

## Życiorys
Z zawodu rolnik, prowadzi wielkoobszarowe (400 hektarów gruntów ornych) gospodarstwo rolne, zajmując się też hodowlą kurcząt i owiec. Jest długoletnim reprezentantem hrabstwa Norfolk w radzie Narodowym Związku Farmerów (National Farmers Union). Działa w Partii Niepodległości Zjednoczonego Królestwa (UKIP), kandydował bez powodzenia z jej list w różnych wyborach.
W wyborach w 2009 z ramienia UKIP uzyskał mandat posła do Parlamentu Europejskiego. Przystąpił do nowo powołanej grupy pod nazwą Europa Wolności i Demokracji, a także do Komisji Rolnictwa i Rozwoju Wsi. W 2014 z powodzeniem ubiegał się o europarlamentarną reelekcję.